# Nevem Zlatan
A Nevem Zlatan (eredeti cím: Jag är Zlatan) 2021-ben bemutatott svéd életrajzi filmdráma, amelyet Jens Sjögren rendezett, valamint Jakob Beckman és David Lagercrantz írt. A film Zlatan Ibrahimović 2011-es I am Zlatan Ibrahimović című önéletrajzi könyve alapján készült.
A filmet eredetileg 2021. szeptember 10-én mutatták volna be Svédországban, de a Covid19-világjárvány miatt elhalasztották. Helyette 2022. március 18-án mutatták be Svédországban, a Nordisk Film forgalmazásában, Magyarországon augusztus 18-án jelent meg a Vertigo Média Kft. forgalmazásában.

## Cselekmény
A film Ibra életének korai éveivel kezdődik, a svédországi nehéz kezdetektől a futballban elért sikereiig. Pályafutásának legjelentősebb pillanatait és személyiségeit meséli el.

## Szereplők
- Gránit Rushiti – Zlatan Ibrahimović 17 évesen
  - Dominic Andersson Bajraktari – Zlatan Ibrahimović 11 évesen
- Cedomir Glisovic – Sefik Ibrahimovic
- David S. Lindgren – MFF játékos A-csapat
- Emmanuele Aita – Mino Raiola
- Håkan Bengtsson – Nils-Åke
- Arend Brandligt – Hugo Borst
- Merima Dizdarevic – Jurka Gravic
- Linda Haziri – Sanela

## Bemutató
A film első olasz nyelvű előzetese 2021. október 3-án jelent meg. A filmet 2021. november 11-én mutatták be Olaszországban, míg Svédországban 2022. március 14-én kerül a mozikba.

## A film készítése
A filmet Fredrik Heinig, Frida Bargo és Mattias Nohrborg készítette a B-Reel Films számára a Nordisk Film, a Film i Väst, a Film i Skåne és az SVT koprodukciójában. A film forgatása 2020. szeptember 10-én kezdődött.

## Fordítás
- Ez a szócikk részben vagy egészben  a   Jag är Zlatan (film) című svéd Wikipédia-szócikk fordításán alapul.  Az eredeti cikk szerkesztőit annak laptörténete sorolja fel. Ez a jelzés csupán a megfogalmazás eredetét és a szerzői jogokat jelzi, nem szolgál a cikkben szereplő információk forrásmegjelöléseként.